# (6466) 1979 MU8
(6466) 1979 MU8 (1979 MU8, 1991 LD1) — астероїд головного поясу, відкритий 25 червня 1979 року.
Тіссеранів параметр щодо Юпітера — 3.386.